# Dieter Tempel
Heinz-Dieter Tempel (* 15. November 1938 in Klein-Biesnitz; † 19. Februar 2021) war ein deutscher Arzt sowie Politiker (SPD). Von 1990 bis 1994 war er Mitglied des Sächsischen Landtages.

## Leben
Dieter Tempel besuchte die Oberschule in Niesky OL und legte dort sein Abitur ab. Nachdem er für ein Medizinstudium aus politischen Gründen (1953 junge Gemeinde, 1954 Besuch des Ostbüros der SPD in Westberlin) abgelehnt wurde, arbeitete er ab 1956 als Bahnhofsarbeiter und Rangierer auf dem Bahnhof in Hoyerswerda und wurde zum Studium Betrieb und Verkehr an die Verkehrshochschule Dresden delegiert. Nach einem schweren selbst unverschuldeten Arbeitsunfall (Amputation des rechten Oberschenkels) wurde Tempel schließlich am 4. April 1957 von der Deutschen Reichsbahn zum Medizinstudium an die Friedrich-Schiller-Universität delegiert. Er studierte von 1957 bis 1964 und absolvierte von 1966 bis 1971 eine Facharztausbildung zum Facharzt für Lungenkrankheiten in der Lungenklinik Bärwalde bei Hoyerswerda. Anschließend amtierte er von 1972 bis 1990 als Kreistuberkulosearzt und Chefarzt der Poliklinischen Abteilung für Lungenkrankheiten und Tuberkulose am Bezirkskrankenhaus in Hoyerswerda.
Tempel war evangelisch, verheiratet und hatte zwei Kinder.

## Partei und Politik
Im Jahr 1990 war Heinz-Dieter Tempel Sozialdezernent in der Stadtverwaltung Hoyerswerda. Im Oktober wurde Tempel über die Landesliste der SPD Sachsen in den Sächsischen Landtag gewählt. Dort war er stellvertretender Vorsitzender im Ausschuss für Soziales, Gesundheit, Familie und Frauen und im Petitionsausschuss.
Von 1990 bis 1995 war er zudem Vorsitzender und Mitglied des Kreistags im Kreis Hoyerswerda sowie von 1994 bis 2009 Stadtrat in Hoyerswerda.
4. Januar 1990 Gründungsmitglied der SPD in Hoyerswerda, Kreisvorsitzender, später Zeitweise UB-Vorsitzender, 1990 im Parteirat der SPD in der DDR, 1990 für die SPD am Runden Tisch des Landkreises Hoyerswerda, 1999–2001 im Parteirat der Bundes-SPD.
1991 Vorsitzender des Mietervereins Hoyerswerda, 1991–2001 Vorsitzender des Kreisverbandes Lausitz der Arbeiterwohlfahrt.
17. Mai 1996 Bundesverdienstkreuz am Bande

## Belege
- Klaus-Jürgen Holzapfel (Hrsg.): Sächsischer Landtag: 1. Wahlperiode, 1990–1994; Volkshandbuch. NDV Neue Darmstädter Verlagsanstalt, Rheinbreitbach 1991, ISBN 3-87576-265-7. S. 64 (Ausschuss: S. 92). (Stand Mai 1991)
- Heinz-Dieter Tempel: Der Runde Tisch des Kreises Hoyerswerda. S. 152–163. In: Karlheinz Blaschke: Die Oberlausitz und Sachsen in Mitteleuropa. 2003.
- Die Anfänge der Sozialdemokratie in Hoyerswerda. S. 111–115. In: Michael Rudloff, Mike Schmeitzner (Hrsg.): Die Wiedergründung der sächsischen Sozialdemokratie 1989/1990. Erinnerungen.
- Lausitzer Rundschau:
  - SPD-Kreisvorstand in Hoyerswerda gegründet. 11. Januar 1990.
  - Viele private Anliegen zurückgestellt. 8. August 1996.
  - Mann der leisen Töne. 15. November 2003.
  - Im Dienste der Nächsten. 2. Dezember 2005.
  - Heinz-Dieter Tempel saß für die Sozialdemokraten am Runden Tisch. 12. Juni 2009.
  - Heinz-Dieter Tempel zum 75. 15. November 2013.